# Clarence Milton Bekker
Clarence Milton Bekker of Clarence Bekker, ook bekend onder het pseudoniem CB Milton (Suriname, 11 april 1968), is een Nederlands zanger en rapper uit de tweede generatie eurodance. Hij is vooral bekend van zijn hits Send me an angel uit 1993 en It's a loving thing uit 1994.

## Biografie
Op zesjarige leeftijd verhuisde hij met zijn familie van Suriname naar Rotterdam. In 1985 nam hij deel aan de Soundmixshow met het nummer Do what you do van Jermaine Jackson. Hij werd daarmee derde in een voorronde. Twee jaar later ging hij zingen in The Swinging Soul Machine, waarin hij het jongste lid was. Rond 1990 verliet hij deze groep echter weer om een solocarrière te beginnen.
De bassist van The Trammps, een Amerikaanse groep die in Nederland vaak begeleid werd door The Swinging Soul Machine, bracht Milton in 1993 in contact met de Belgische eurodanceproducers Peter Bauwens, Phil Wilde en Jean-Paul de Coster, die op dat moment veel succes hadden met de groep 2 Unlimited. Zij werden de producers van CB Milton en schreven ook zijn nummers met de Ierse tekstschrijver Michael Leahy. De eerste single Send me an angel werd meteen een hit in Nederland en Vlaanderen. Ook de andere vier singles die van zijn debuutalbum It's my loving thing verschenen, haalden de hit- of tipparade. De single It's a loving thing haalde zelfs de top 3 in Vlaanderen en werd een bescheiden hitje in Engeland. Ook de opvolger Hold on (if you believe in love) haalde daar de hitlijst. De toen nog onbekende Sylvana Simons was een van zijn danseressen tot eind 1995. De styling alsmede de kleding werd in die tijd verzorgd door Saskia Meulendijks.
In 1996 kwam Miltons tweede album uit, getiteld The way to wonderland. Het commerciële succes van twee jaar eerder kon hij daarmee niet evenaren. In Nederland bleven de singles van dit album in de Tipparade hangen en in Vlaanderen haalden ze slechts de onderste regionen van de Ultratop 50. Twee jaar later kwam zijn laatste soloalbum From here to there uit. Milton was op dit album overgeschakeld van eurodance naar dance en popmuziek. Het album en de singles hiervan bleven vrijwel onopgemerkt. In 1999 werd Milton genomineerd voor een TMF Award voor Beste binnenlandse zanger, maar die eer ging uiteindelijk naar Marco Borsato. Nadien verdween hij langzaamaan uit de schijnwerpers, hoewel hij in 2001 nog wel de vocalen verzorgde op de single Something goin' on van Mark van Dale. Dit was zijn laatste notering in zowel de Nederlandse Top 40 op Radio 538 als de Mega Top 100 op Radio 3FM.
Anno 2007 zong hij in het in Barcelona opgerichte multiculturele project 08001 onder zijn eigen naam Clarence Bekker. Op het in 2007 uitgebrachte album Vorágine van deze 40-koppige groep zong hij het nummer Jungle, met een muzikale mengeling van rock en wereldmuziek. In 2008 was hij de zanger in het nummer Shine on me van dj Tikaro. Sinds 2009 is hij vaste zanger bij het project Playing for Change.
Op 5 mei 2018 stond Clarence op het podium van het bevrijdingsconcert op de Amstel in Amsterdam. In 2024 deed hij mee aan het televisieprogramma De Alleskunner VIPS, waarin hij op de 32ste plaats eindigde.

## Discografie

### Albums
| Album met eventuele hitnotering(en) in de Nederlandse Album Top 100 | Datum van verschijnen | Datum van binnenkomst | Hoogste positie | Aantal weken | Opmerkingen                        |
| ------------------------------------------------------------------- | --------------------- | --------------------- | --------------- | ------------ | ---------------------------------- |
| It's my loving thing                                                | 1994                  | 07-05-1994            | 56              | 6            | als CB Milton                      |
| The way to wonderland                                               | 1996                  | -                     |                 |              | als CB Milton                      |
| From here to there                                                  | 1998                  | -                     |                 |              | als CB Milton                      |
| Songs around the world                                              | 2009                  | 10-10-2009            | 60              | 2            | als Playing for Change             |
| The best of                                                         | 2010                  | -                     |                 |              | als CB Milton / Verzamelalbum      |
| Playing For Change live                                             | 2010                  | -                     |                 |              | als Playing for Change / Livealbum |
| Songs around the world 2                                            | 2011                  | -                     |                 |              | als Playing for Change             |
| Old soul                                                            | 24-02-2012            | 24-03-2012            | 47              | 4            |                                    |

### Singles
| Single met eventuele hitnotering(en) in de Nederlandse Top 40 | Datum van verschijnen | Datum van binnenkomst | Hoogste positie | Aantal weken | Opmerkingen                                                                               |
| ------------------------------------------------------------- | --------------------- | --------------------- | --------------- | ------------ | ----------------------------------------------------------------------------------------- |
| Send me an angel                                              | 1993                  | 10-04-1993            | 10              | 10           | als CB Milton / Nr. 10 in de Single Top 100 / Alarmschijf                                 |
| No one else                                                   | 1993                  | 18-09-1993            | tip4            | -            | als CB Milton / Nr. 46 in de Single Top 100                                               |
| It's a loving thing                                           | 1994                  | 12-02-1994            | 17              | 8            | als CB Milton / Nr. 16 in de Single Top 100                                               |
| Hold on (if you believe in love)                              | 1994                  | 18-06-1994            | 33              | 3            | als CB Milton / Nr. 35 in de Single Top 100                                               |
| Open your heart                                               | 1994                  | 24-09-1994            | tip7            | -            | als CB Milton / Nr. 42 in de Single Top 100                                               |
| A real love                                                   | 1995                  | 16-09-1995            | tip3            | -            | als CB Milton / Nr. 47 in de Single Top 100                                               |
| Show me the way                                               | 1996                  | 02-03-1996            | tip8            | -            | als CB Milton                                                                             |
| Get into my life                                              | 1998                  | -                     |                 |              | als CB Milton / Nr. 88 in de Single Top 100                                               |
| Carry on                                                      | 1998                  | -                     |                 |              | als CB Milton / Nr. 90 in de Single Top 100                                               |
| Something goin' on                                            | 2001                  | 12-05-2001            | 32              | 3            | als CB Milton / met Mark van Dale / Nr. 65 in de Single Top 100 / Dancesmash op Radio 538 |
| Miracle of love                                               | 2007                  | -                     |                 |              | als Clarence / met Tikaro & Selva                                                         |
| Shine on me                                                   | 2007                  | -                     |                 |              | als Clarence / met Tikaro, Ferran & J.Louis                                               |
| Today is my day                                               | 2009                  | -                     |                 |              | als Clarence / met Tikaro, Ferran & J.Louis                                               |

| Single met hitnotering(en) in de Vlaamse Ultratop 50 | Datum van verschijnen | Datum van binnenkomst | Hoogste positie | Aantal weken | Opmerkingen                                 |
| ---------------------------------------------------- | --------------------- | --------------------- | --------------- | ------------ | ------------------------------------------- |
| Send me an angel                                     | 1993                  | -                     |                 |              | als CB Milton / Nr. 17 in de Radio 2 Top 30 |
| No one else                                          | 1993                  | -                     |                 |              | als CB Milton / Nr. 30 in de Radio 2 Top 30 |
| It's a loving thing                                  | 1994                  | -                     |                 |              | als CB Milton / Nr. 3 in de Radio 2 Top 30  |
| Hold on (if you believe in love)                     | 1994                  | -                     |                 |              | als CB Milton / Nr. 15 in de Radio 2 Top 30 |
| Open your heart                                      | 1994                  | -                     |                 |              | als CB Milton / Nr. 19 in de Radio 2 Top 30 |
| A real love                                          | 1995                  | 23-09-1995            | 34              | 8            | als CB Milton                               |
| Show me the way                                      | 1996                  | 16-03-1996            | 39              | 1            | als CB Milton                               |
| If you leave me now                                  | 1996                  | 16-11-1996            | 44              | 1            | als CB Milton                               |
| Get into my life                                     | 1998                  | 27-06-1998            | 39              | 4            | als CB Milton                               |
| What about me                                        | 1998                  | 26-09-1998            | 37              | 4            | als CB Milton                               |